# Saint-Pierre-du-Fresne

Saint-Pierre-du-Fresne este o comună în departamentul Calvados, Franța. În 1 ianuarie 2022 avea o populație de 181 de locuitori.